# Neodiplothele
Neodiplothele is een geslacht van spinnen uit de familie Barychelidae.

## Soorten
De volgende soorten zijn bij het geslacht ingedeeld:
- Neodiplothele aureus Gonzalez-Filho, Lucas & Brescovit, 2015
- Neodiplothele caucaia Gonzalez-Filho, Lucas & Brescovit, 2015
- Neodiplothele fluminensis Mello-Leitão, 1924
  - = Trichopelma annulata Mello-Leitão, 1943
  - =[3] Neodiplothele annulata (Mello-Leitão, 1943)
- Neodiplothele indicattii Gonzalez-Filho, Lucas & Brescovit, 2015
- Neodiplothele irregularis Mello-Leitão, 1917
  - =[4] Neodiplothele leonardosi Mello-Leitão, 1939
- Neodiplothele itabaiana Gonzalez-Filho, Lucas & Brescovit, 2015
- Neodiplothele martinsi Gonzalez-Filho, Lucas & Brescovit, 2015
- Neodiplothele picta Vellard, 1924